# 주니오르 두스 산투스
주니오르 두스 산투스 알메이다(브라질 포르투갈어: Júnior Cigano dos Santos Almaida, IPA: [ˈʒũnjoʁ dus ˈsɐ̃tus])는 브라질의 종합격투기 선수로 전 UFC 헤비급 챔피언이다. 보통 영어권 발음인 주니어 도스 산토스 알메이다로 불리고 있다.
지금은 은퇴하였으나 전 UFC 헤비급 잠정 챔피언이자 프라이드 헤비급 챔피언인 안토니우 호드리구 노게이라와 UFC 미들급 챔피언 앤더슨 실바의 지도 아래 훈련한 적이 있다.
현재는 아메리칸 탑 팀으로 훈련장소를 옮겼다. 2016년 4월 10일 크로아티아에서 열린 UFC Fight Night에서 자신보다 한 단계 위에 랭크되어있는 벤 로스웰을 상대로 압도적인 만장일치 판정승을 거두고 UFC 헤비급 선수 랭킹 4위의 자리에 오르며 자신은 여전히 건재하다는 것을 보여주었다.

## 개인 정보
두스 산투스는 안토니우 호드리구 노게이라가 자신의 영웅이라고 밝혔다. 두스 산투스는 모어인 브라질 포르투갈어와 영어, 스페인어를 말할 수 있다.
별명은 시가노(Cigano)다. 브라질리언 주짓수 연습에 포니테일 머리를 하고 나타났는데, 이 모습이 예전 브라질 연속극의 캐릭터 시가노와 닮아서 이런 별명이 붙었다. 시가노는 포르투갈어로 집시라는 뜻이다. 산투스는 로마 가톨릭 신자다. 산투스는 어렸을 때 싸움을 싫어했지만 본의 아니게 길거리 싸움을 세 번 한 적이 있다고 밝혔다. 한 번은 이겼고 두 번은 졌지만, 그 당시 소극적으로 싸웠기 때문에 진 것이라고 말했다.

## 수상 경력

### 종합격투기
- 얼터멋 파이팅 챔피언십
  - UFC 헤비급 챔피언십 (한 번)
  - 오늘의 KO (세 번)
- 파이트! 매거진
  - 2008 올해의 이변 (파브리시우 베르둥과의 경기)

## 종합격투기 전적
| 프로 종합격투기 전적 | 프로 종합격투기 전적 | 프로 종합격투기 전적 | 프로 종합격투기 전적 | 프로 종합격투기 전적 | 프로 종합격투기 전적 | 프로 종합격투기 전적 | 프로 종합격투기 전적 |
| -------------------- | -------------------- | -------------------- | -------------------- | -------------------- | -------------------- | -------------------- | -------------------- |
| 25 시합              | (T)KO                | 항복                 | 판정                 | 실격                 | 그 밖                | 비김                 | 무효                 |
| 20 승                | 14                   | 1                    | 5                    | 0                    | 0                    | 0                    | 0                    |
| 5 패                 | 3                    | 1                    | 1                    | 0                    | 0                    | 0                    | 0                    |

| 승패 | 누적 전적 | 상대                  | 승패 결정 방식     | 대회                                     | 개최 날짜        | 라운드 | 경기 시간 | 장소                             | 특이 사항                                           |
| ---- | --------- | --------------------- | ------------------ | ---------------------------------------- | ---------------- | ------ | --------- | -------------------------------- | --------------------------------------------------- |
| 패   | 18-5      | 스티페 미오치치       | TKO (펀치)         | UFC 211                                  | 2017년 5월 13일  | 1      | 2:22      | 미국 텍사스주 댈러스             | UFC 헤비급 챔피언십 도전. Performance of the Night. |
| 승   | 18-4      | 벤 로스웰             | 판정 (전원일치)    | UFC Fight Night: Rothwell vs. dos Santos | 2016년 4월 10일  | 5      | 5:00      | 크로아티아 자그레브              |                                                     |
| 패   | 17-4      | 알리스타 오브레임     | TKO (펀치)         | UFC on Fox: dos Anjos vs. Cerrone 2      | 2015년 12월 19일 | 2      | 4:43      | 미국 플로리다주 올랜도           |                                                     |
| 승   | 17-3      | 스티페 미오치치       | 판정 (전원일치)    | UFC on Fox: dos Santos vs. Miocic        | 2014년 12월 13일 | 5      | 5:00      | 미국 애리조나주 피닉스           | 오늘의 명경기                                       |
| 패   | 16-3      | 케인 벨라스케스       | TKO (슬램 앤 펀치) | UFC 166                                  | 2013년 10월 19일 | 5      | 3:09      | 미국 텍사스주 휴스턴             | UFC 헤비급 챔피언십 도전                            |
| 승   | 16-2      | 마크 헌트             | TKO (킥)           | UFC 160 : 벨라스케스 대 시우바           | 2013년 5월 25일  | 3      | 4:18      | 미국 네바다주 라스베이거스       | 오늘의 명경기                                       |
| 패   | 15-2      | 케인 벨라스케스       | 판정 (전원일치)    | UFC 155 : 두스 산투스 대 벨라스케스      | 2012년 12월 29일 | 5      | 5:00      | 미국 네바다주 라스베이거스       | UFC 헤비급 챔피언십 상실                            |
| 승   | 15-1      | 프랭크 미어           | TKO (펀치)         | UFC 146: 두스 산투스 대 미어             | 2012년 5월 26일  | 2      | 3:04      | 미국 네바다주 라스베이거스       | UFC 헤비급 챔피언십 방어                            |
| 승   | 14-1      | 케인 벨라스케스       | KO (펀치)          | UFC ON FOX : 벨라스케스 대 두스 산투스   | 2011년 11월 12일 | 1      | 1:04      | 미국 캘리포니아주 애너하임       | UFC 헤비급 챔피언십 차지. 오늘의 KO                 |
| 승   | 13-1      | 셰인 카윈             | 판정 (전원일치)    | UFC 131                                  | 2011년 6월 11일  | 3      | 5:00      | 캐나다 브리티시컬럼비아주 벤쿠버 | UFC 헤비급 타이틀 도전권 차지.                      |
| 승   | 12-1      | 로이 넬슨             | 판정 (전원일치)    | UFC 117                                  | 2010년 8월 7일   | 3      | 5:00      | 미국 캘리포니아주 오클랜드       |                                                     |
| 승   | 11-1      | 가브리엘 곤자가       | TKO (펀치)         | UFC 라이브: 베라 대 존스                 | 2010년 3월 21일  | 1      | 3:53      | 미국 콜로라도주 브룸필드         | 오늘의 KO                                           |
| 승   | 10-1      | 길버트 아이블         | TKO (펀치)         | UFC 108                                  | 2010년 1월 2일   | 1      | 2:07      | 미국 네바다주 라스베이거스       |                                                     |
| 승   | 9–1       | 미르코 필로포비치     | 항복 (펀치)        | UFC 103                                  | 2009년 9월 19일  | 3      | 2:00      | 미국 텍사스주 댈러스             |                                                     |
| 승   | 8-1       | 스테판 스트루브       | TKO (펀치)         | UFC 95                                   | 2009년 2월 21일  | 1      | 0:54      | 영국 잉글랜드 런던               |                                                     |
| 승   | 7-1       | 파브리시우 베르둥     | TKO (펀치)         | UFC 90                                   | 2008년 10월 25일 | 1      | 1:21      | 미국 일리노이주 로즈몬트         | UFC 데뷔. 오늘의 KO                                 |
| 승   | 6-1       | 제로니모 두스 산투스  | TKO (닥터스톱)     | 데모 파이트 3                            | 2008년 5월 24일  | 1      | 0:44      | 브라질 바이아주 사우바도르       |                                                     |
| 패   | 5-1       | 조아킹 페헤이라       | 항복 (암바)        | MTL: 파이널                              | 2007년 11월 10일 | 1      | 1:13      | 브라질 상파울루                  |                                                     |
| 승   | 5–0       | 자이르 공사우비스     | TKO (펀치)         | 모 팀 리그 2(Mo Team League 2)           | 2007년 9월 29일  | 1      | 2:52      | 브라질 상파울루                  |                                                     |
| 승   | 4–0       | 조아킹 페헤이라       | TKO (포기)         | XFC: 브라질                              | 2007년 4월 29일  | 1      | 5:00      | 브라질 히우지자네이루            |                                                     |
| 승   | 3–0       | 에드송 시우바         | TKO (닥터스톱)     | XFC: 브라질                              | 2007년 4월 29일  | 1      | 8:46      | 브라질 히우지자네이루            |                                                     |
| 승   | 2–0       | 에두아르두 마이오리노 | 항복 (길로틴 초크) | 미노타우로 파이츠 5                      | 2006년 12월 9일  | 1      | 0:50      | 브라질 상베르나르두두캄푸        |                                                     |
| 승   | 1–0       | 자일송 시우바 산투스  | KO (사커킥)        | 데모 파이트 1                            | 2006년 7월 16일  | 1      | 2:58      | 브라질 바이아주 사우바도르       |                                                     |